# Цехановиці
Цехановиці (пол. Ciechanowice) — село в Польщі, у гміні Марцишув Каменноґурського повіту Нижньосілезького воєводства.
Населення — 987 осіб (2011).
У 1975-1998 роках село належало до Єленьоґурського воєводства.

## Демографія
Демографічна структура станом на 31 березня 2011 року:
|          | Загалом | Допрацездатний вік | Працездатний вік | Постпрацездатний вік |
| -------- | ------- | ------------------ | ---------------- | -------------------- |
| Чоловіки | 490     | 94                 | 349              | 47                   |
| Жінки    | 497     | 87                 | 284              | 126                  |
| Разом    | 987     | 181                | 633              | 173                  |